# کازوهیکو کاتو (موسیقیدان)
کازوهیکو کاتو (ژاپنی: Kazuhiko Kato؛ ۲۱ مارس ۱۹۴۷ – ۱۷ اکتبر ۲۰۰۹) تهیه کنندهٔ ضبط موسیقی، ترانه سرا و خواننده اهل کشور ژاپن بود. وی را معمولاً با نام «تونووان» می‌شناختند. وی بین سال‌های ۱۹۶۷ تا ۲۰۰۹ میلادی فعالیت می‌کرد.

## مرگ
وی در سال ۲۰۰۹ در یک هتل درگذشت. پلیس در محل اقامت وی یک یادداشت خودکشی پیدا کرد.